# Aguriahana hybrida
Aguriahana hybrida är en insektsart som beskrevs av Irena Dworakowska 1994. Aguriahana hybrida ingår i släktet Aguriahana och familjen dvärgstritar. Inga underarter finns listade i Catalogue of Life.